# Stepan Esir
Stepan Esir (în rusă Степан Дмитриевич Есир; n. 16 iunie 1950, Congaz, raionul Comrat) este un om politic găgăuz din Republica Moldova, care a îndeplinit funcția de președinte al Adunării Populare din UTA Gagauz-Yeri (2003-2008).

## Activitatea politică
Stepan Esir s-a născut în anul 1950, în satul Congaz din raionul Comrat, RSS Moldovenească. A absolvit Institutul Agricol din Chișinău, devenind inginer agronom. Intră în afaceri în anul 1996, conducând companiile "Anstel" și "Astek" (societăți mixte moldo-turcești specializate în exportul produselor agricole).
În urma alegerilor legislative din regiune din toamna anului 2003, Adunarea Populară din UTA Gagauz-Yeri a avut următoarea componență: 17 deputați independenți, 16 din partea Partidului Comunist al Republicii Moldova, un deputat din partea mișcării Ravnopravie, și un deputat din partea Partidului Socialist. Președinte al Adunării a fost ales la 20 decembrie 2003 Stepan Esir, deputat din partea Partidului Comunist din Republica Moldova. Candidatura sa a fost propusă de fracțiunea majoritară a Blocului comuniștilor și independenților “Pentru o Găgăuzie prosperă în componența Moldovei înnoite”, pentru el votând 33 deputați, iar două buletine au fost declarate invalide .
Pentru muncă îndelungată și prodigioasă în complexul agroindustrial, contribuție la promovarea reformelor social-economice și activitate organizatorică și legislativă intensă, președintele Republicii Moldova, Vladimir Voronin, i-a acordat la data de 3 iunie 2005 lui Stepan Esir, Președinte al Adunării Populare a Găgăuziei, Ordinul "Gloria Muncii".
La alegerile din 16 martie 2008, Stepan Esir a fost ales din primul tur ca deputat de Congaz în cadrul Adunării Populare din UTA Gagauz-Yeri, obținând 52.73% din voturile exprimate (adică un număr de 1265 voturi) , față de independentul Dmitri Nikolaev care a obținut 1134 voturi (adică 47.27%). El nu a mai candidat pentru postul de președinte al Adunării Populare din UTA Gagauz-Yeri.